# Намбу (Тоттори)
Намбу (яп. 南部町 Намбу-тё:) — посёлок в Японии, находящийся в уезде Сайхаку префектуры Тоттори. Площадь посёлка составляет 114,03 км², население — 11 137 человек (1 августа 2014), плотность населения — 97,67 чел./км².

## Географическое положение
Посёлок расположен на острове Хонсю в префектуре Тоттори региона Тюгоку. С ним граничат города Йонаго, Ясуги и посёлки Хоки, Нитинан, Хино.

## Население
Население посёлка составляет 11 137 человек (1 августа 2014), а плотность — 97,67 чел./км². Изменение численности населения с 1980 по 2005 годы:
| 1980 | 12 472 чел. |  |
| 1985 | 12 854 чел. |  |
| 1990 | 12 774 чел. |  |
| 1995 | 12 345 чел. |  |
| 2000 | 12 210 чел. |  |
| 2005 | 12 070 чел. |  |